# Північно-Західна Асмара
Північно-Західна Асмара — міський район міста Асмара зоби (провінції) Маекел, що в Еритреї. Виділений у 2005 році із складу району Північно-Східна Асмара.